# Renée d'Antin
Émilie Marguerite Lemoine dite Renée d'Antin, née le 7 mai 1873 à Bordeaux et morte le 4 mars 1961 dans le 15e arrondissement de Paris, est une artiste de café-concert française de la Belle Époque.

## Biographie
Renée d'Antin débute à 19 ans au Concert Parisien en 1892,où elle joue dans la revue de fin d'année 1892, Cligne en haut ! Cligne en bas ! d'Adrien Vély et Ludovic Halévy avec Yvette Guilbert, ; dans la revue Paris-Gaudriole de Eugène Hugot et Celmar, musique de Charles Raiter en janvier 1893. Elle chante également à l'Eldorado,.
Elle passe à la Scala en 1896,. Elle remplace Émilienne d'Alençon, initialement au programme, dans le rôle de l'Ange Gabriel dans la revue Ohé l'Amour ! de Léon Xanrof et Cellarius, avec Anna Held comme partenaire,,,,, ; elle passe aussi dans la revue A nous les femmes ! de P.-L. Flers ; en 1897 elle joue avec Polaire.
Emancipée, elle tire l'épée et monte à cheval. Le journal Gil Blas lui consacre un article dans la série des « petites théâtreuses » et demi-mondaines et la compare à « une pimpante poupée parisienne ».
En dehors de ses concerts, on sait peu de choses sur Renée d'Antin, sinon qu'elle a habité au 16, avenue de la République dans le 11e arrondissement de Paris en 1896, puis à partir de 1898 au 10, rue Lalo dans le 16e arrondissement où demeurait le compositeur et éditeur de musique William Smyth (1876-1951) qui allait devenir son mari en septembre 1905 et dont elle divorcera cinq ans plus tard.

## Répertoire
- La Houss' Tangouss, chanson créée au Concert Parisien en 1892[25]
- Le Pays des amoureux, chanson créée au Concert Parisien en 1893[26]
- Les Charmes de ma Reine, chanson, paroles de Dalleroy[27], musique de Charles Hubans, créée à l'Eldorado en 1894[28]
- Si tu voulais mon aile, chanson tyrolienne, paroles de Félix Mortreuil, musique de Gustave Goublier, créée à l'Eldorado
- Porte close, chanson créée à l'Eldorado en 1893
- Au temps du menuet, chanson créée à l'Eldorado en 1893
- Sérénade de Gillotin, chanson, paroles de Félix Mortreuil, musique de Gustave Goublier créée à l'Eldorado en 1893
- Les Saisons du cœur, romance, paroles de Léo Lelièvre, musique de Célestin Controne, créée à l’Eldorado[29].
- La Chatte, chanson créée à la Scala en 1896
- Autour d'une demi-mondaine, chanson créée à la Scala en 1896
- Les P'tit's Bobonnes, chansonnette comique, paroles de Léon Laroche, musique d'Albert Petit, créée à la Scala en 1897[30].
- Valsons Marquise !, paroles de Belhiatus[31], musique de Gaston Maquis.

## Iconographie
Renée d'Antin figure dans le premier fascicule illustré, dans la série intitulée Les Reines de Paris chez elles, publiée en 1898, aux côtés des artistes, des reines de beauté et des demi-mondaines : Clémence de Pibrac, Albany Debriège, Cléo de Mérode, Liane de Pougy, Émilienne d'Alençon qui montre une frontière floue entre cabaret et demi-monde. Renée d’Antin est photographiée chez elle au milieu de son mobilier élégant. Les représentations de ces intérieurs méticuleusement construits ont contribué au mythe de la Parisienne comme incarnation du goût, du style et du raffinement.